# ルネサンス高等学校
ルネサンス高等学校（ルネサンスこうとうがっこう）は、茨城県久慈郡大子町にある私立（株式会社立）の通信制高等学校。設置者はブロードメディア株式会社。略称はルネ高・ルネサンス高校。グループ校にルネサンス豊田高等学校、ルネサンス大阪高等学校がある。総称してルネサンス高校グループと呼ばれる。

## 概要
2006年4月に開校。大子町が申請し構造改革特区 に認定された「大子町教育特区構想」に基づき設立。2001年3月に廃校となった旧大子町立浅川小学校の木造校舎を活用、2020年5月25日、旧大子町立黒沢小学校の校舎に移転となった。
開校当初からICT教育に力を入れ、学習はインターネットを活用し学習レポートシステム（スマホ・タブレット・PC）にてレポートを提出。紙レポートはなし。教科書を解説する動画を見ながら、出題された問題の解答を送信、教師による添削・解説が受けられる仕組みとなっている。
スクーリングは最短で年4日。男女共学だがスクーリングは男女別に行われる。高校生限定のスクーリングが多いが、成人限定のスクーリング、親子で参加できるスクーリングもあり、生活スタイルに合わせて参加することが可能。

## 沿革
- 2006年（平成18年）
  - 1月19日 - 茨城県久慈郡大子町に認可される。
  - 4月1日 - 開校。
- 2007年（平成19年）4月1日 - 日本で最初に携帯電話によるレポート提出の仕組みを構築。
- 2010年（平成22年）4月1日 - フィーチャーフォン向けディクテーション教材「英語演習」開発。
- 2011年（平成23年）4月1日 - スマートフォンを標準機器に指定。動画コンテンツ提供のためスマートフォン向けコンテンツ・仕組みを構築。
- 2013年（平成25年）
  - 4月1日 - 日本で最初に生徒へタブレット（iPad）を配布。動画配信コンテンツなどを本格的に提供開始。
  - 7月1日 - ネットでの検定、「科学検定」を開始。
- 2014年（平成26年）
  - 4月1日 - eラーニング「ルネさんすう」を配信。 同年10月に一般向けにも公開。
  - 10月1日 - 新宿代々木キャンパス開校。
- 2015年（平成27年）4月1日 - レポート動画にNHK高校講座のコンテンツを導入。
- 2016年（平成28年）
  - 4月1日 - スタディサプリ（リクルート）を教材として導入。
  - 9月5日 - 新宿代々木キャンパス拡張移転。
- 2019年（平成31年）4月1日 - 新宿代々木キャンパスにてeスポーツコース開講。
- 2020年（令和2年）5月25日 - 本校校舎大子町内（旧黒沢小学校）移転。
- 2021年（令和3年）4月1日 - 横浜キャンパス開校。
- 2023年（令和5年）4月1日 - 池袋キャンパス開校。
- 2024年（令和6年）4月 - 水戸キャンパス、岡山キャンパス開校。

## 著名な出身者・在校生
- 畑岡奈紗（プロゴルファー）[2] ※3年次に編入
- 半田陸（プロサッカー選手、モンテディオ山形）[3] ※3年次に編入
- 吉成名高（ムエタイ選手）[4]
- 天木じゅん（グラビアアイドル、女優、元仮面女子）[5] ※編入
- 池田美優（ファッションモデル）[6] ※3年時にN高等学校へ転出[7]
- 折原裕香（フィギュアスケート選手）[8] ※2年時に編入
- 西園みすず（アイドル、女優、さんみゅ〜 リーダー）[9] ※2年時に編入
- Yes!アキト（お笑い芸人）[10] ※1年時に編入